# Wu Guoying
Wu Guoying (xinès simplificat: 吴国英) (Huang'an 1921 - 2012 ) Periodista , professora i directora de cinema xinesa. Una de les pioneres del cinema de noticies i documental xinès.

## Biografia
Wu Guoyig va néixer el 2 de novembre de 1921 a Huang'an, província de Hubei (Xina). El 1938 es va traslladar a Yan'an i allà va estudiar a la Universitat de les Dones ("女大"), la Universitat de Resistència (Kang Da "抗大"), l'Institut Xun ("鲁艺") i a l'Escola Central del Partit (中央党校).

#### Carrera cinematogràfica

##### Northeast Film Studio
El 1945, es va incorporar a l'equip de cineastes de Yan'an Film amb el qual va anar a Xingshan (actual Hegang), a l'actual província de Heilongjiang, on el 1946, es va fundar oficialment el Northeast Film Studio - Dongbei Dianying Zhipianchang -(东北电影制片厂), que posteriorment el 1949 es va traslladar a Changchun, i que va produir molts dels primers treballs propagandístics del Partit Comunista Xinès. Allà va treballar com a subdirectora de l'equip de notícies. L'1 de maig de 1947 va acabar d'editar el documental "Nordest democràtic" (民主东北)que va ser enviat al Festival de la Joventut de Praga al juliol. És el primer documental sobre la Guerra Civil xinesa fet a la Xina i projectat fora de la Xina. L'abril del 1949 Wu va ser enviada a treballar als estudis de Pequín con adjunt a la direcció del departament de noticies. Entre altres va editar dos documentals, com "Entry into Beiping" (北平入城式) sobre la cerimònia celebrada el 3 de febrer de 1949 a la Porta de Qianmen (Zhengyanmen) per celebrar l'entrada de l'Exèrcit Popular d'Alliberament, a la capital el mes anterior i "L'Alliberament de Taiyuan” (解放太原) l'abril de 1949.
El 1953, es va traslladar al Central News Documentary Film Studio com a redactor en cap adjunt. En aquesta etapa va escriure i dirigir "Long Live Peace" (1952), un documental sobre la Conferència de Pau d'Àsia i la Regió del Pacífic celebrada a Pequín l'octubre de 1952.

##### Acadèmia de cinema de Pequín
El 1955, Wu Guoying va ser admesa a l'Acadèmia de Cinema de Pequín per estudiar direcció. Un cop acabats els estudis s'hi va quedar com a professora. El 1975, va ser nomenada codirectora del departament, i el 1978 directora del departament de literatura (文学系).
Wu Guoying va morir el 2012.